# Lijst van luchthavens in Luxemburg
Dit is een lijst van luchthavens in Luxemburg.
| Locatie            | ICAO | IATA | Naam vliegveld              |
| ------------------ | ---- | ---- | --------------------------- |
| Luxemburg          | ELLX | LUX  | Luchthaven Luxemburg-Findel |
| Noertrange / Wiltz | ELNT |      | Vliegveld Noertrange        |
| Useldange          | ELUS |      | Vliegveld Useldange         |